# Gębice (powiat gostyński)

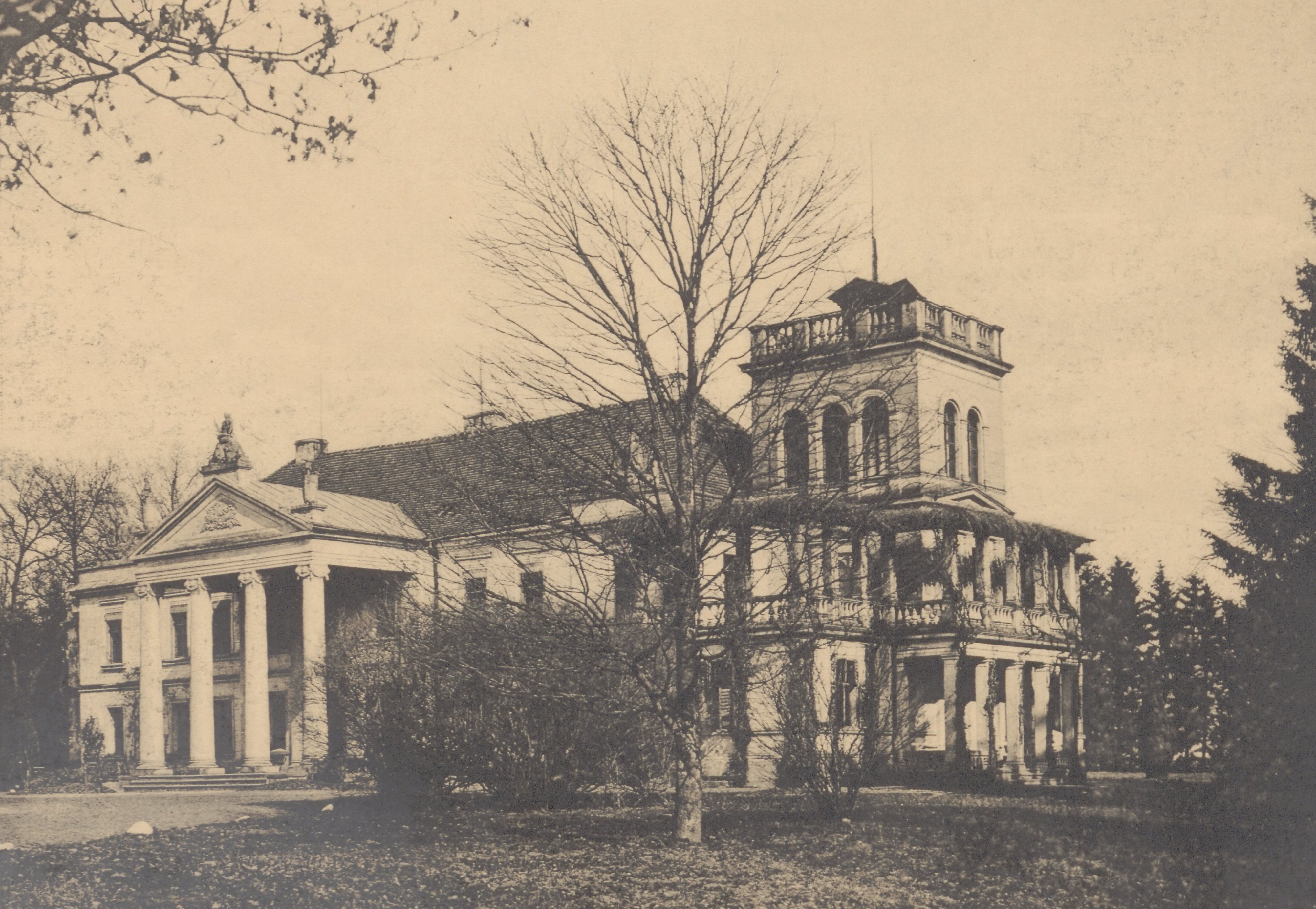
Widok pałacu przed 1912

Gębice – wieś w Polsce położona w województwie wielkopolskim, w powiecie gostyńskim, w gminie Pępowo.
Położona o 2 km na zachód od Pępowa.

## Historia
Miejscowość pierwotnie związana była z Wielkopolską. Istnieje co najmniej od pierwszej połowy XIV wieku. Wymieniona została w łacińskim dokumencie z 1427 jako „Gambicze”, 1567 „Gembicze”, 1590 „Gambice”.
Miejscowość była początkowo wsią rycerską, a później szlachecką należącą do lokalnych rodów wielkopolskich - Fryczów, Borsniczów, Zdunowskich, Giżyckich, Krajowskich, Kromolickich, Miaskowskich. W 1434 wieś leżała w powiecie kościańskim Korony Królestwa Polskiego. W 1510 należała do parafii Pępowo.
W źródłach historycznych pierwszy zapis z 1427 mówi o zakupie przez Konrada Borsnicza ze Zdun od Mikołaja Frycza z Jutrosina dziedzin Gębice oraz Krzyżanki. Majętności te odziedziczył jego syn Herman, Irzman ze Zdun, który od nazwy wsi przyjął odmiejscowe nazwisko Zdunowski. W 1427 Irzman Zdunowski prowadził spór majątkowy z Małgorzatą Chlebowską przedkładając dokument nabycia Gębic i Krzyżanek przez jego ojca Konrada Borsnicza uzyskując potwierdzenie tej transakcji w mocy. W tym roku rozgraniczył on także Gębice ze wsią Chociszewice. W 1434 zapisał on żonie Jadwidze po 200 grzywien posagu oraz wiana na Gębicach oraz na 7 łanach w Krzyżankach. 1450 odnotowano go w kolejnym sporze sądowym z Mikołajem synem Bartosza z Jutrosina, który odstąpił od roszczeń do Gębic oraz Krzyżanek z tytułu prawa bliższości i wycofał swój pozew.
W 1461 odnotowano rajcę gostyńskiego Jana Gębickiego noszącego odmiejscowe nazwisko. W 1492 natomiast opatrznego Bartłomieja Gębickiego mieszczanina w Gostyniu.
Na przełomie XV-XVI wieku dziedziczkami wsi na zasadzie niedziału były siostry Dorota oraz
Jadwiga Zdunowskie córki Katarzyny i Jana Zdunowskich. W 1497 Abraham Giżycki z Giżyc zobowiązany został przez sąd do zapłaty 13 grzywien za zboże zabrane przez niego z części Gębic należącej do Anna Zdunowskiej przypadłych jej po ojcu.  W latach 1497-1505 z dóbr po ojcu w Zdunach i w Gębicach wysłały one na wojnę polsko-turecką dwóch łuczników u boku Abrahama Giżyckiego. W 1498 ponownie wysyła na tę wojnę służebnika u boku Wincentego Giżyckiego ze swych części miasta Zduny oraz wsi Gębice. W 1498 Elżbieta córka Wincentego Giżyckiego z dóbr po matce, tj. części miasta Zduny oraz wsi Gębice wysłała na wojnę polsko-turecką służebnika u boku swego ojca.
W 1510 poddany Anny Jutroskiej oraz jej pracownik Mikołaj Jeż z Gębic pozwał szlachcica Jana Grudę Chociszewskiego o to, że w swym lesie w Chociszewicach zabrał mu 3 konie oraz wóz. Pełnomocnikiem Jeża był szlachcic Marcin Pigłowski. Za Jeża poręczyli szlachcic Hieronim Wilkowiski oraz Andrzej Włostowski. Nie jest znany wynik sprawy.
Miejscowość odnotowano również w historycznych rejestrach poborowych. W 1510 we wsi było 9 łanów osiadłych, 5 łanów opuszczonych oraz jeden łan należący do sołectwa. W 1530 pobrano podatki z 9 łanów. W 1563 z części Jerzego Miaskowskiego miał miejsce pobór z 7 i 1/4 łana. Z części Macieja Krajowskiego pobrano wtedy z 5 i 3/4 łana, od jednego komornika, karczmarza, który warzył lokalne piwo. W 1580 pobrano podatki z części wsi należacej do Jana Miaskowskiego z 5 łanów, dwóch łanów opuszczonych, jednego zagrodnika, dwóch komorników, a z części Macieja Kromolickiego odbył się pobór z 5,5 łana, 3 zagrodników, dwóch komorników oraz wiatraka dorocznego.
Wieś szlachecka Gambice położona była w 1580 roku w powiecie kościańskim województwa poznańskiego w Rzeczypospolitej Obojga Narodów. Wskutek II rozbioru Polski w 1793, miejscowość przeszła pod władanie Prus i jak cała Wielkopolska znalazła się w zaborze pruskim. W okresie Wielkiego Księstwa Poznańskiego (1815-1848) miejscowość wzmiankowana jako Gembice należała do wsi większych w ówczesnym pruskim powiecie Kröben (krobskim) w rejencji poznańskiej. Gembice należały do okręgu krobskiego tego powiatu i stanowiły odrębny majątek, którego właścicielem była wówczas (1846) Anna Gorzeńska. Według spisu urzędowego z 1837 roku wieś liczyła 245 mieszkańców, którzy zamieszkiwali 27 dymów (domostw).
Wieś rycerska, własność hrabiny Marii Mycielskiej, położona była w 1909 roku w powiecie gostyńskim rejencji poznańskiej w Wielkim Księstwie Poznańskim.
W latach 1975–1998 miejscowość należała administracyjnie do województwa leszczyńskiego.
W Gębicach leży rozległy park, w którym znajduje się pałac zachowany w stylu klasycystycznym zbudowany około 1825 r., początkowo własność Gorzeńskich, potem Mycielskich i na końcu Rostworowskich (do r. 1939).

## Związani z Gębicami
- Ludwik Mycielski - syn właścicieli Gębic.
- Stanisław Rostworowski - właściciel wsi od 1918 do 1939 r.
- W 1831 w Gębicach przebywał Adam Mickiewicz.